# 143 Adria
A 143 Adria a Naprendszer kisbolygóövében található aszteroida. Johann Palisa fedezte fel 1875. február 23-án.